# 太始 (侯景)
太始（551年十一月－552年三月）是南北朝的漢國时侯景的年号，共计5个月。

## 纪年
| 太始 | 元年  | 二年  |
| ---- | ----- | ----- |
| 公元 | 551年 | 552年 |
| 干支 | 辛未  | 壬申  |

## 同期存在的其他政权年号
- 中國
  - 大寳（550年正月—551年十二月）：南朝梁政權梁簡文帝萧綱的年号
  - 天保（550年五月—559年十二月）：北齊政权北齊文宣帝高洋年号
  - 明：西魏年号
  - 大統（535年正月—551年十二月）：西魏政权西魏文帝元宝炬年号
  - 和平（551年—554年）：高昌政权年号
- 朝鮮半島
  - 建元（536年—551年）：新羅真興王的年号
  - 開國（551年—568年）：新羅真興王的年號

## 参看
- 中国年号索引
- 其他使用太始年號的政權